# Серкл (Монтана)
Серкл (англ. Circle) — крупнейший город и административный центр округа Мак-Кон в штате Монтана в Соединённых Штатах Америки.
Согласно данным переписи населения США 2020 года число жителей города 
составляло 591 человек, что, для такого небольшого населённого пункта, заметно меньше (− 3.9%), чем было во время предыдущей переписи, проводившейся в 2010 году (615 человек).

## История
После прибытия на эти земли в 1905 году основатель города Питер Рорвик (англ. Peter Rorvik) открыл на месте будущего Серкла отделение Почтовой службы США и универсальный магазин. В 1909 году в этот район начали активно переезжать поселенцы. В 1914 году Великая Северная железная дорога построила здесь новую станцию.

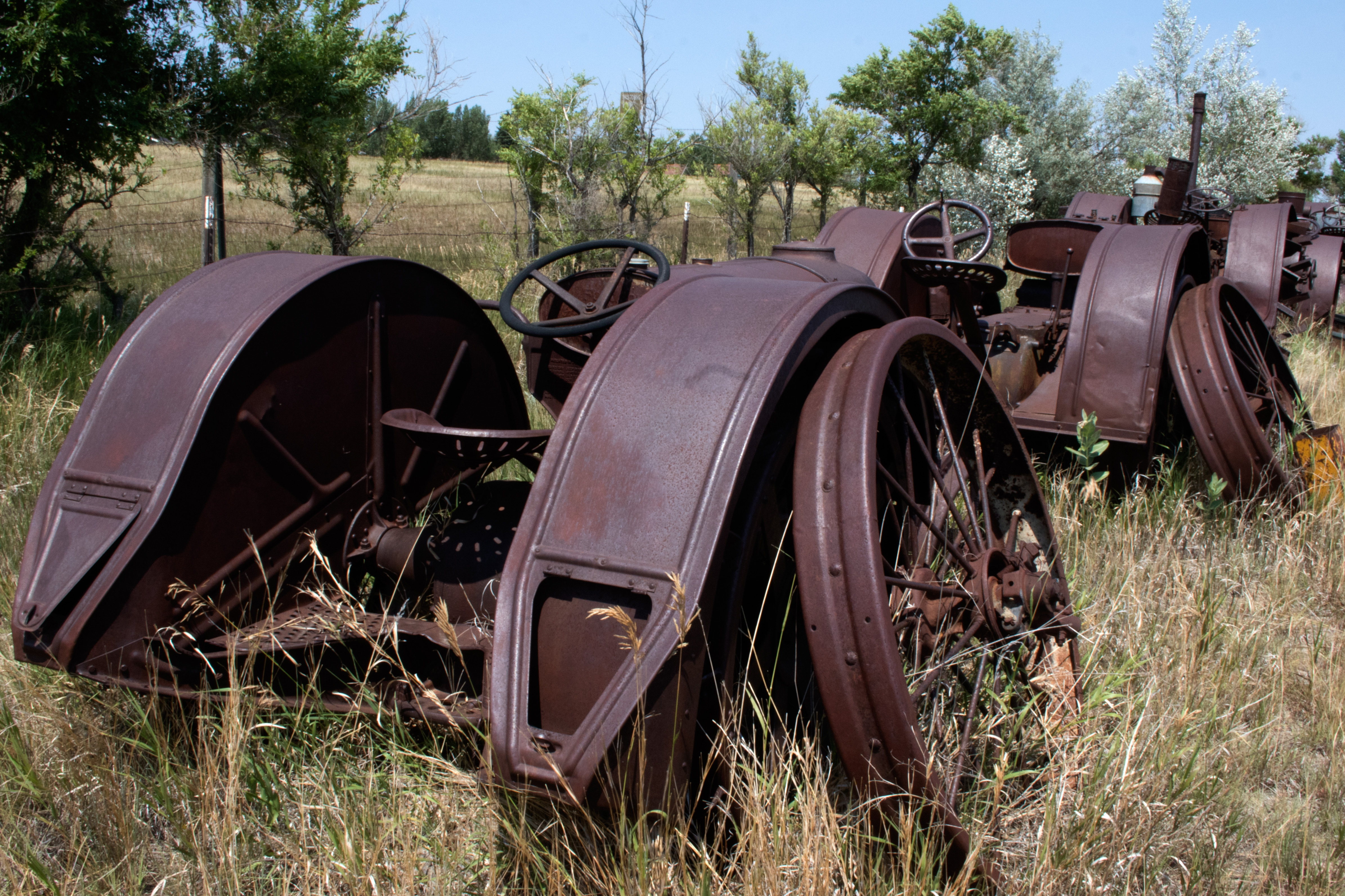
Старые тракторы — экспонаты краеведческого музея города Серкла

Изначально Серкл был сформирован как скотоводческое и фермерское некорпоративное сообщество благодаря широким открытым равнинам. Сельское хозяйство по-прежнему является основой экономики города. 
В 1951 году к юго-востоку от Серкла была обнаружена нефть, что привело к временному всплеску роста населения сообщества. Согласно переписи 1960 года, в городе проживало 1117 человек; в дальнейшем число горожан постоянно уменьшалось.
Несколько архитектурных сооружений города, включая ныне пустующий отель «Gladstone» были занесены в Национальный реестр исторических мест США.

## География
Согласно данным Бюро переписи населения США, общая площадь города составляет 0,78 квадратных мили (2,02 км2) и вся эта территория приходится на сушу.
Река Редуотер протекает к востоку от Серкла, ненадолго пересекая его границы и затем течёт на северо-восток к реке Миссури впадая в неё около Поплара в округе Рузвельт. Хорс-Крик, приток Редуотера, протекает через северную часть города.

## Климат
Согласно системе классификации климатов Кёппена, в городе Серкле полузасушливый климат, на климатических картах сокращённо обозначаемый аббревиатурой «BSk».